# 呉鼎昌
呉 鼎昌（ご ていしょう）は清末、中華民国の政治家・銀行家・実業家・ジャーナリスト。北京政府時代は金融の専門家として銀行業界の有力者となり、また『大公報』の経営者・論説執筆者としてジャーナリズム界にも影響力を伸ばした。国民政府に転じてからも、引き続きこれらの業界や政界で重要な地位を得ている。字は達銓。祖籍は浙江省湖州府烏程県。

## 事跡

### 清末の活動
地方官吏の家庭に生まれ、1896年（光緒24年）、秀才となる。1903年（光緒29年）4月、日本に留学し、成城学校普通科で学ぶ。1905年（光緒31年）、中国同盟会に加入。翌年6月、東京高等商業学校（現一橋大学）に入学した。このとき、胡政之・張季鸞と面識を持つ。
1910年（宣統2年）6月に帰国して商科進士となり、翌1911年（宣統3年）に北京法政学堂教習（講師）に任ぜられた。その後、東三省に転勤し、東三省総督署度支・交渉両司顧問、本渓湖鉱務局総弁を歴任する。8月、大清銀行に移り、総務科長、江西分行監督を歴任した。辛亥革命が勃発すると、呉鼎昌は上海に移り、上海大清銀行清理処で勤務している。

### 銀行界での台頭
1912年（民国元年）1月、呉鼎昌は大清銀行から中国銀行への改組事務に携わる。2月、中国銀行正監督に就任し、中国銀行条例を制定するなど、銀行改革計画を策定した。5月、共和党に加入し、翌年5月には進歩党（共和党など3党合併）で政務部財政科主任となっている。1914年（民国3年）1月、中国銀行を離れ、造幣総廠総裁に転じた。
1916年（民国5年）6月の袁世凱死後、呉鼎昌は段祺瑞らの安徽派に接近して中国銀行総裁に復帰し、翌月には国務院参議も兼ねた。翌年7月、塩業銀行総経理に転じ、1918年（民国7年）3月には財政部次長を兼任している。1919年（民国8年）2月から5月にかけての広州護法軍政府との和平交渉で呉は北京政府代表をつとめたが、これは成立に至らなかった。1920年（民国9年）の安直戦争で安徽派が直隷派に敗北すると、呉は財政部次長を罷免されてしまう。
しかし呉鼎昌は、銀行界では依然として確固たる地位を保持していた。1922年（民国11年）7月、中南・塩業・金城・大陸の4銀行が合同して四行聯合営業事務所を創設すると、呉がその主任となる。これにより呉は、北方において金融体系を掌握し、北京政府を資金面で支援した。その一方で、1924年（民国13年）には胡政之の『国聞周報』の創刊を支援し、翌年9月には天津の『大公報』に5万元を出資し、後に社長に就任するなど、ジャーナリズム界にも進出している。1926年（民国15年）9月に『国聞周報』が上海から天津に移ってくると、呉が『国聞周報』と国聞通訊社で社長を兼任した。なお呉自身も記事の執筆を行い、経済・金融・政治など各分野に関する記事を発表している。

### 国民政府への転向
1926年（民国15年）11月、呉鼎昌は張季鸞・張群の紹介により、北伐により南昌に進軍していた蔣介石と対面した。これにより呉は国民政府に転じることになり、また、以後一貫して蔣を支持し、反共の各種記事を『大公報』や『国聞周報』で発表している。満洲事変後も、呉は蔣の「安内攘外」路線を支持し、上海の経済4団体に呼びかけて「内戦廃止大同盟」を発起した。1933年（民国22年）11月、国防設計委員会委員に就任する。1935年（民国34年）10月には経済視察団を組織して日本を訪問し、日中貿易協会の設立に携わった。
同年12月、呉鼎昌は実業部長に就任し、中国植物油料公司、中国茶葉公司、中国造紙公司などの企業を創設した。実業部長以外にも、経済や金融の政策に関連する多くの地位を兼任している。1937年（民国26年）に日中戦争（抗日戦争）が勃発すると、呉は軍事委員会第4部部長に任ぜられ、各種工場・企業の内地遷移の任務を担当した。同年11月、貴州省政府主席に就任し（翌月、中国国民党に加入）、戦争体制における後背地としての建設に努めている。貴州省政府主席には、1945年（民国34年）1月まで7年余り在任した。

### 日中戦争後
1945年1月、呉鼎昌は国民政府文官長に異動し、5月の国民党第6回全国代表大会で中央監察委員に選出された。日中戦争終結後、呉は蔣介石に国共和平交渉を進言し、毛沢東への交渉呼びかけの文面も呉が起草した。9月、国民党中央設計局秘書長を兼任している。1948年（民国37年）5月、文官長から改組され、総統府秘書長となった。蔣が下野に追い込まれる直前の同年12月、呉は秘書長を退き、翌年初めには香港に閑居した。
1950年8月22日、香港にて病没。享年67。

## 注
1. ↑  全国商会聯合会、上海市商会、銀行公会、銭業公会。